# Cyrtodactylus vilaphongi
Espèce
Cyrtodactylus vilaphongi est une espèce de geckos de la famille des Gekkonidae.

## Répartition
Cette espèce est endémique de la province de Luang Prabang au Laos.

## Étymologie
Cette espèce est nommée en l'honneur de Vilaphong Kanyasone.

## Publication originale
- Schneider, Nguyen, Duc Le, Nophaseud, Bonkowski & Ziegler, 2014 : A new species of Cyrtodactylus (Squamata: Gekkonidae) from the karst forest of northern Laos. Zootaxa, no 3835 (1), p. 80–96.